# Tlayelpan
Tlayelpan är en ort i Mexiko.   Den ligger i kommunen Chilapa de Álvarez och delstaten Guerrero, i den sydöstra delen av landet, 230 km söder om huvudstaden Mexico City. Tlayelpan ligger 1 488 meter över havet och antalet invånare är 312.
Terrängen runt Tlayelpan är bergig åt sydost, men åt nordväst är den kuperad. Runt Tlayelpan är det ganska glesbefolkat, med 43 invånare per kvadratkilometer. Närmaste större samhälle är San Marcos, 1,8 km sydväst om Tlayelpan. I omgivningarna runt Tlayelpan växer huvudsakligen savannskog.